# مات هوارد (لاعب كرة قاعدة)
مات هوارد (بالإنجليزية: Matt Howard)‏ هو لاعب كرة قاعدة أمريكي، ولد في 22 سبتمبر 1967 في فول ريفر في الولايات المتحدة.

## وصلات خارجية
- مات هوارد على موقعبيزبول رفرنس.كوم (الدوري الرئيسي) (الإنجليزية)
- مات هوارد على موقعبيزبول رفرنس.كوم (الدوري الثانوي) (الإنجليزية)